# Baie San Gregorio (Chili)
Pour les articles homonymes, voir Baie San Gregorio.
La baie San Gregorio (en espagnol : bahía San Gregorio), est une baie située sur la rive nord du détroit de Magellan, dans la IXe région de Magallanes et de l'Antarctique chilien, au sud du Chili.
La baie San Gregorio se trouve entre la Primera Angostura (à l'est) et la Segunda Angostura (à l'ouest), les deux principaux rétrécissements du détroits de Magellan. Elle est délimitée par le cap San Gregorio à l'ouest et par la pointe Barrancas à l'est. Elle fait face à la baie Felipe.

## Caractéristiques

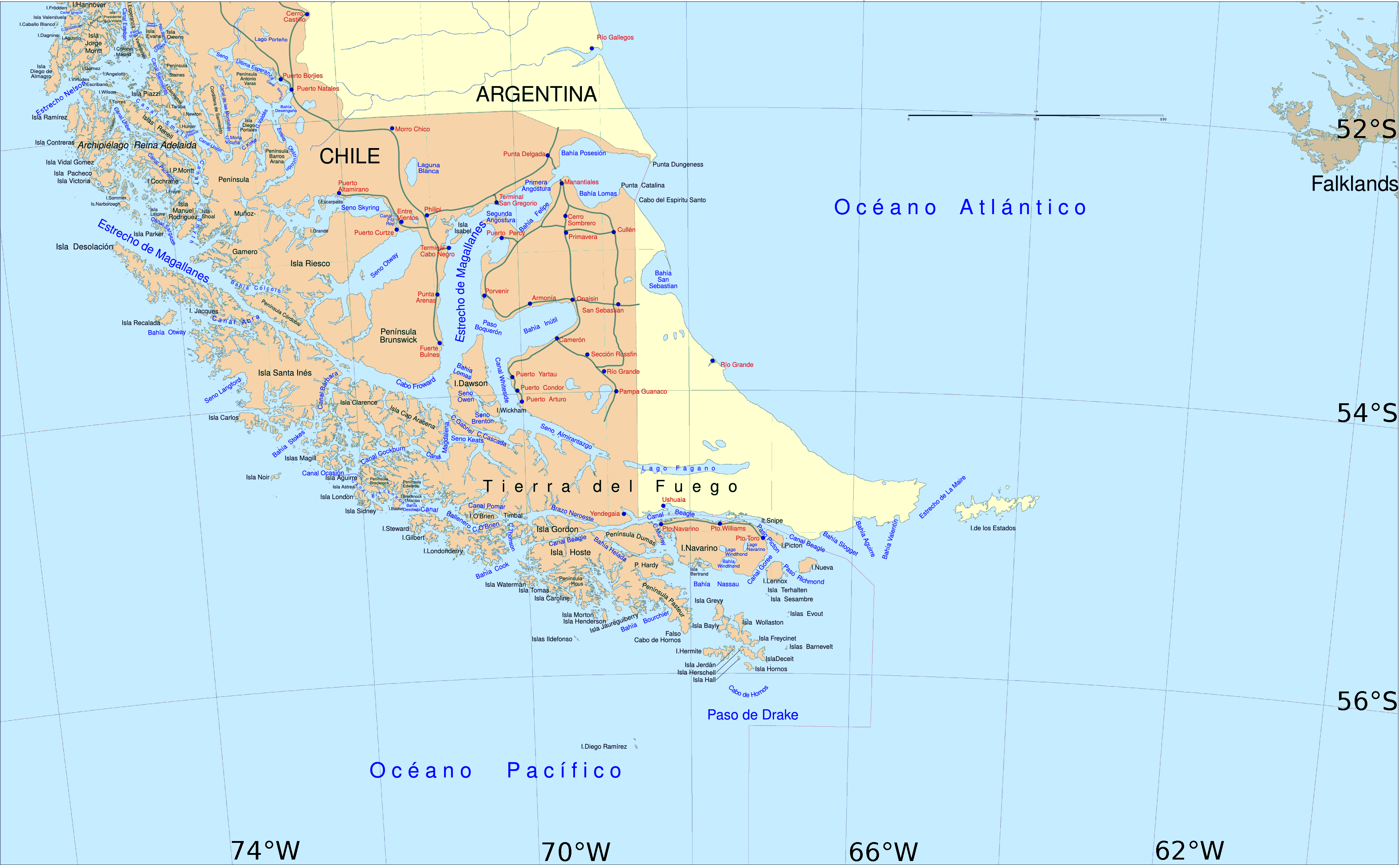
Carte détaillée de l'archipel de la Terre de Feu

La baie San Gregorio a été nommée ainsi en raison du cap homonyme qui la délimite au sud, lequel a été baptisé ainsi par le navigateur Pedro Sarmiento de Gamboa. La zone côtière située à proximité de la baie était un lieu d'escale traditionnel pour les tehuelche ou aonikenk, aussi les premiers navigateurs européens à avoir traversé le détroit s'arrêtaient dans les parages pour communiquer avec ces indigènes et leur acheter - au moyen de troc - les produits de leurs chasses.
Cette baie est délimitée au nord-est par la pointe Valle, qui la sépare de la baie Santiago. Les côtes de la baie San Gregorio sont facilement accessibles puisqu'elles sont parcourues par la route internationale CH‐255 (ou route internationale Monte Eymond, Paso Integración Austral), une route goudronnée. Vers l'intérieur des terres, les monts Gregorio (qui culminent à 259 m) s'élèvent parallèlement à la rivière. 
Le long de la côte et immédiatement après la pointe Valle, se trouve l'ancienne Estancia San Gregorio, qui a été déclarée « Zona Típica » par le décret-loi no 304 du 11 août 2000 et qui est la propriété de la Sociedad Ganadera y Comercial Menéndez Behety. Cette ferme d'élevage, fondée en 1876, est devenue la plus grande estancia de la Patagonie chilienne avec une superficie d'environ 91 800 ha, à l'époque où elle appartenait au commerçant et propriétaire terrien asturien José Menéndez.
Sur les côtes de la baie reposent deux grandes épaves : la plus ancienne et précieuse est celle du clipper Ambassador, construit sur la Tamise à Londres et lancé en 1869. Il est l'un des derniers navires à construction mixte, avec une structure de fer recouverte de bois. D'une longueur de 53,54 m, large de 9,54 m et haut de 5,82 m, il pesait 714 tonnes. Pendant ses dernières décennies de service, il est utilisé comme ponton pour la laine. Sa carrière terminée, il n'est pas démantelé mais simplement échoué sur la plage. Le bâtiment est déclaré monument maritime national du Chili par le Ministère de Éducation, par le décret-loi no 12 du 7 janvier 1974,.
Sur les côtes de la baie repose également l'épave du vapeur Amadeo, de 412 t. Construit en 1884 à Liverpool pour une entreprise argentine. En 1892, il est acquis par l'entreprise de transport maritime Menéndez Behety, dont c'était le premier navire. Il est le premier bateau à vapeur à être inscrit sur les registres du port de Punta Arenas. Sa carrière achevée, et selon le désir de son armateur, il est échoué volontairement sur la plage de l'estancia en 1932. En 1972, il est déclaré monument maritime national du Chili.
La route Y-499, recouverte de gravier, dont le tracé se dirige vers l'intérieur des terres, part de la baie. Au même point, le long de la Capilla de San Gregorio, débouche le ruisseau d'eau douce éponyme, qui est le principal cours d'eau à se jeter dans la baie. Grâce à l'humidité qu'il apporte, l'immense ferme ou « Villa San Gregorio » a été construite à quelque 600 mètres de la côte.
La côte continue en direction du sud-ouest découpée par une falaise qui crée de minuscules baies, jusqu'à ce que s'ouvre une baie plus profonde – la baie Gregorio à proprement parler -, dont le fond sablonneux-boueux est exposé quotidiennement à marée basse, ce dont profitent de nombreuses espèces d'oiseaux de rivage pour s'alimenter. Il s'agit principalement d'oiseaux migrateurs en provenance de l'Arctique qui arrivent chaque année pour passer l'été austral et retournent dans les latitudes élevées de l'hémisphère nord pour se reproduire. Face à cette partie de la baie se trouve le banc Tribuna.
Sur sa rive, en direction du sud, se trouve la raffinerie Refinería Gregorio de ENAP Magallanes, et Puerto Sara, avec une longue jetée qui avance dans le détroit sur 450 mètres. Les activités de se complexe ont commencé en 1980. 
La jetée du Terminal San Gregorio, longue de 180 mètres, s'avance également dans les eaux de la baie. La baie est délimitée au sud-ouest par le cap Gregorio ou cap San Gregorio, une pointe sablonneuse dont l'extrémité s'achève par une gorge de 7 mètres de profondeur. À proximité de la baie, le cap San Isidro, situé sur la péninsule Juan Masiá, marque l'entrée orientale de la Segunda Angostura.